# Mahango Game Park
Het Mahango Game Park is een beschermd natuurgebied in het noordoosten van Namibië. Het is sinds 2007 onderdeel van het nationaal park Bwabwata. Het park ligt aan de grens van Namibië met Botswana in de overstromingsvlakte van de Okavango, vlakbij de Popawatervallen in deze rivier. De Caprivistrook omsluit het westelijke deel van het park. Het werd opgericht in 1986 en beslaat een gebied van 24.462 hectare. Met meer dan 300 vogelsoorten is het door BirdLife International aangewezen als Important Bird Area. Ongeveer twee derde van de vogelsoorten die in Namibië voorkomen, zijn hier te vinden, aangezien het zowel moerassoorten als tropische landsoorten omvat.

## Geografie
Het park ligt aan het westelijke uiteinde van de Caprivistrook en is onderdeel van de grote overstromingsvlakte van de Okavango in het noordoosten van Namibië tussen Andara en de grens met Botswana. De topografie van het park ligt tussen 500 en 1.000 meter hoogte. De Okavangomoerassen beginnen in dit gebied. De Okavango stroomt naar Botswana en vormt daar de Okavangodelta.
Het park kent een droog seizoen dat duurt van april tot november. Het regenseizoen duurt van half november tot april. De jaarlijkse neerslaghoeveelheid varieert tussen 550 en 600 mm en 80% daarvan valt tijdens het regenseizoen. De gemiddelde maandelijkse maximumtemperatuur bedraagt 30 °C.

## Flora
De vegetatie bestaat voor 38% uit struweel en voor 62% uit grasland. De oeverbossen zijn een belangrijke vorm van dichte vegetatie tegen de droge bossen in de hoger gelegen delen van de riviervallei en de rietvelden, moerassen en open overstroomde graslanden van de overstromingsvlakten. Gezien dit gevarieerde vegetatiepatroon is het park rijk aan flora, met naar verluidt 869 soorten uit 88 families. De belangrijke oeverbossoorten zijn Garcinia, Sclerocarya, Diospyros, Acacia en Grewia. De soorten die gemeld zijn van de woestijngebieden zijn Pterocarpus, Ricinodendron, Ziziphus, Baikiaea en struiken van Baphia. In de overstromingsgebieden vind je Phoenix en baobab (Adansonia); de baobabbomen in het park zijn erg groot. Een van de meest voorkomende bomen in het park is de baobab.

## Fauna
Je vindt hier een zeer rijke diversiteit aan zoogdiersoorten; er zijn 99 soorten gerapporteerd, waaronder olifanten, leeuwen, luipaarden, jachtluipaarden en nijlpaarden. Enkele van de belangrijkste soorten die op de lijst van bedreigde diersoorten staan, zijn Afrikaanse wilde hond (Lycaon pictus pictus), litschiewaterbok (Kobus leche), savanneolifant (Loxodonta africana) en vlekhalsotter (Hydrictis maculicollis) die vooral in het aquatisch milieu voorkomen; de savanneolifant en litschiewaterbok migreren ook naar de buurlanden. Er zijn 71 soorten waterdieren en vijf soorten amfibieën, zoals de kikker Phrynomantis affinis.

### Vogels
Onder de vogelsoorten zijn vele moerasvogels, zoals dwergjacana (Microparra capensis), grauwe kiekendief (Circus pygargus), kleine pelikaan (Pelecanus rufescens), langteenkievit (Vanellus crassirostris), lelkraanvogel (Bugeranus carunculatus), roodbuikreiger (Ardeola rufiventris), roodkeellangklauw (Macronyx ameliae), Sharpes reiger (Egretta vinaceigula), vorkstaartplevier (Glareola pratincola), witkruinkievit (Vanellus albiceps) en zadelbekooievaar (Ephippiorhynchus senegalensis). In de rivierhabitat zijn de belangrijkste vogelsoorten de Afrikaanse schaarbek (Rynchops flavirostris) en de rotsvorkstaartplevier (Glareola nuchalis) en in de oevervegetatie zijn de Pels visuil (Scotopelia peli) en de witrugkwak (Gorsachius leuconotus) waargenomen.
Het park is door BirdLife International aangewezen als Important Bird Area vanwege het belang voor significante populaties van Arnots miertapuit (Myrmecocichla arnotti), Bradfields tok (Lophoceros bradfieldi), bruine amarant (Lagonosticta nitidula), Dickinsons torenvalk (Falco dickinsoni), koperstaartspoorkoekoek (Centropus cupreicaudus), kurrichanelijster (Turdus libonyana), lelkraanvogel (Bugeranus carunculatus), Meves' langstaartglansspreeuw (Lamprotornis mevesii), moerasgraszanger (Cisticola pipiens), pijlstaartglansspreeuw (Lamprotornis acuticaudus), roestbuikmees (Melaniparus rufiventris), Sharpes reiger (Egretta vinaceigula), steppevorkstaartplevier (Glareola nordmanni), vlagstaartscharrelaar (Coracias spatulatus), witbuikhoningzuiger (Cinnyris talatala), zuidelijke witstuitbabbelaar (Turdoides hartlaubii) en zwartteugelbabbelaar (Turdoides melanops).